# Tour Pépin
La tour Pépin  ou tour de Pépin est un bâtiment  classé de la ville et commune de Herstal en Belgique (province de liège). 

## Localisation
La tour se situe dans le centre historique de la ville de Herstal, une dizaine de mètres en retrait de la place principale de la localité, la place Licourt, au no 13. Cette place possède quelques autres édifices classés parmi lesquels l’'église Notre-Dame de la Licour et l’ancienne maison Lovinfosse.

## Historique
La tour Pépin, construite vers 1575, est un vestige de l’ancien manoir Hanxeler ou château de Herstal, en grande partie détruit vers 1854. Elle doit son nom à la croyance populaire qui situe cette tour à l’emplacement du palais carolingien du VIIIe siècle siècle (attribué à Pépin de Herstal et/ou à Pépin le Bref), mais des fouilles ont toutefois montré qu’il n'en était rien.
Actuellement à l'abandon, la tour est rachetée à un propriétaire privé par la ville de Herstal en 2020 et devrait bénéficier d’une restauration et d’une réaffectation à la suite de l'octroi de subsides sollicités en 2022.

## Description
Cette tour haute d'une dizaine de mètres (toiture compris) est bâtie dans le style renaissance mosane en brique avec des encadrements de baies et des bandeaux en pierre calcaire. Elle compte deux niveaux sous une toiture pentue comprenant une petite lucarne et une cheminée. La façade avant (côté est) est percée de baies à montants harpés, à traverse et à meneau caractéristiques du XVIe siècle.

## Classement et accès
La tour Pépin est reprise sur la liste du patrimoine immobilier classé de Herstal depuis le 17 octobre 1962
.

### Source et lien externe
- Inventaire du Patrimoine immobilier culturel